# Jette Gottlieb
Jette Gottlieb, née le 23 septembre 1948 à Copenhague (Danemark), est une femme politique danoise, membre de la Liste de l'unité.

## Biographie
Jette Gottlieb fait partie dans les années 1970 et 1980 de la direction des Socialistes de gauche, et participe à ce titre en 1989 à la fondation de la Liste de l'unité, dont elle intègre la direction.
Elle est élue députée au Folketing pour la première fois lors des élections législatives de septembre 1994. Elle est réélue pour un second mandat lors des élections de mars 1998. Elle ne se présente pas pour un troisième mandat en novembre 2001.
Elle est élue conseillère municipale de Copenhague lors des élections municipales de novembre 2005, un poste pour lequel elle ne se représente pas en 2009.
Elle est candidate aux élections législatives de juin 2015 dans la circonscription de Copenhague, mais ne parvient pas à remporter de siège, devenant seulement deuxième suppléante de son parti dans la circonscription. À ce titre, elle siège comme membre temporaire du Folketing entre avril et juin 2018 en remplacement de Finn Sørensen.
Elle est de nouveau élue comme députée de plein exercice au Folketing lors des élections législatives de juin 2019. Elle devient alors la porte-parole de son groupe parlementaire sur les questions liées au marché du travail et aux communes.
Elle est ensuite réélue en novembre 2022. Elle devient alors porte-parole de son groupe pour les transports, les communes, les territoires ruraux et insulaires et la coopération nordique. En 2023, elle prend également le rôle de porte-parole de la Liste de l'unité pour le Groenland et les Îles Féroé.
En octobre 2024, elle annonce démissionner de son mandat parlementaire, et est remplacée au Folketing par Leila Stockmarr.